# اختلاف نظر در مورد دربارهای شمالی و جنوبی
اختلاف نظر در مورد دربارهای شمالی و جنوبی (به ژاپنی: 南北朝正閏論 なんぼくちょうせいじゅんろん)، بحثی بر سر اینکه کدام یک از دو دربار، دربار جنوبی یا دربار شمالی، در دوره نانبوکو-چو در ژاپن مشروع بود. کلمه 閏 به معنای «چیزی غیر از آنچه در اصل وجود دارد» یا «چیزی که مشروع نیست» است.